# Mavrud

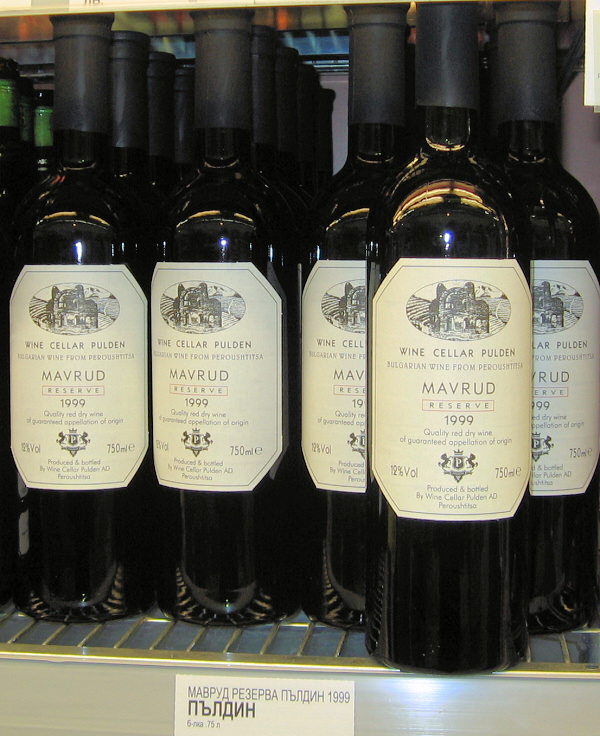
Mavrud a Perushtitsa

Mavrud és un vi roig només comu a la regió de Tràcia, a Bulgària.
Es tracta d'un vi cristal·lí amb el típic color robí de la seva classe, enèrgic i amb reflexos bonics. L'aroma és clara, rica i duradora. Conté aromes de raïm, combinades amb fruitades. El gust és harmoniós, molt homogeni i capaç d'omplir bé la boca. La percepció del gust que es combina amb la subtilesa del raïm i la sensació de fruites del bosc li confereix gran valor a aquest vi.
Una llegenda diu que durant el regnat del kan Krum, tots els vinyets foren manats destruir. Més tard, un lleó es va escapar de la seva gàbia i aterria la ciutat. Però un joven valent anomenat Mavrud (ara el nom d'una classe de cep) el va poder matar. El rei va convocar a la mare del noi per aprendre el secret del seu coratge. Ella digué que en secret havia conservat una vinya i fabricat vi, la font del valor. El kan Krum ordenà replantà totes les vinyes en senitr-ho.